# امبیدس
امبیدس (به اسپانیایی: Ambiedes) یک منطقهٔ مسکونی در اسپانیا است که در آستوریاس واقع شده‌است.